# Lubiatów (Krosno Odrzańskie)
Pour les articles homonymes, voir Lubiatów.
Lubiatów (prononciation : [luˈbjatuf]) est un village polonais de la gmina de Dąbie dans le powiat de Krosno Odrzańskie de la voïvodie de Lubusz dans l'ouest de la Pologne.
Il se situe à environ 10 kilomètres au sud de Dąbie (siège de la gmina), 10 kilomètres au sud-est de Krosno Odrzańskie (siège de le powiat) et 21 kilomètres à l'ouest de Zielona Góra (siège de la diétine régionale).

## Histoire
Avant 1945, ce village était sur le territoire du Royaume de Prusse dans l'arrondissement de Crossen-sur-l'Oder au sein de la province de Brandebourg.
De 1975 à 1998, le village appartenait administrativement à la voïvodie de Zielona Góra.

Depuis 1999, il appartient administrativement à la voïvodie de Lubusz